# Ruta Estatal de Arizona 79
La Ruta Estatal de Arizona 79, y abreviada SR 79 (en inglés: Arizona State Route 79) es una carretera estatal estadounidense ubicada en el estado de Arizona. La carretera inicia en el Sur desde la SR 77  hacia el Norte en la US 60 . La carretera tiene una longitud de 94 km (58.40 mi).

## Mantenimiento
Al igual que las autopistas interestatales, y las rutas federales y el resto de carreteras estatales, la Ruta Estatal de Arizona 79 es administrada y mantenida por el Departamento de Transporte de Arizona por sus siglas en inglés ADOT.